# Billakurru
Billakurru est un village du district du Godavari oriental dans l'État d'Andhra Pradesh en Inde. 
Selon le recensement de l'Inde de 2011, la localité compte une population de 4 824 habitants.